# Aeroportul Regional Shenandoah Valley
Aeroportul Regional Shenandoah Valley (IATA: SHD, ICAO: KSHD, FAA LID: SHD) este un aeroport din Virginia, Statele Unite ale Americii ce deservește zona Staunton. Aeroportul a fost tranzitat în 2019 de 35.168 de pasageri.
Situat la o altitudine de 366 m, aeroportul dispune de 1 pistă.

## Infrastructură

### Piste
Aeroportul dispune de o singură pistă. Pista 05/23 are suprafața de asfalt și dimensiunile 6.002 picioare × 150 picioare. 